# Aretxabaleta (ort)
Aretxabaleta är en ort i Spanien. Den ligger i provinsen Araba / Álava och regionen Baskien, i den norra delen av landet, 280 km norr om huvudstaden Madrid. Aretxabaleta ligger 559 meter över havet och antalet invånare är 321.
Terrängen runt Aretxabaleta är kuperad söderut, men norrut är den platt. Terrängen runt Aretxabaleta sluttar norrut. Runt Aretxabaleta är det mycket glesbefolkat, med 4 invånare per kvadratkilometer. Närmaste större samhälle är Vitoria, 2,3 km norr om Aretxabaleta. Omgivningarna runt Aretxabaleta är en mosaik av jordbruksmark och naturlig växtlighet.